# La Meilleraye-de-Bretagne
 La Meilleraye-de-Bretagne  es una población y comuna francesa, situada en la región de Países del Loira, departamento de Loira Atlántico, en el distrito de Châteaubriant y cantón de Moisdon-la-Rivière.

## Demografía
| 1172 | 1129 | 1045 | 1074 | 1097 | 1027 |
| Para los censos de 1962 a 1999 la población legal corresponde a la población sin duplicidades (Fuente: INSEE [Consultar]) |      |      |      |      |      |